# Geislehen (Sigmarszell)
Geislehen (mundartlich: Goisleə) ist ein Gemeindeteil der Gemeinde Sigmarszell im bayerisch-schwäbischen Landkreis Lindau (Bodensee).

## Geographie
Das Dorf liegt circa 2,5 Kilometer nordöstlich des Hauptorts Sigmarszell. Südlich der Ortschaft fließt im Naturschutzgebiet Rohrachschlucht der Rickenbach, der hier die Staatsgrenze zu Hohenweiler im österreichischen Vorarlberg bildet. Durch den Ort verläuft die Bundesstraße 308 (Queralpenstraße).

## Ortsname
Der Ortsname setzt sich aus den mittelhochdeutschen Wörtern geiƷ für Geiß und lēhen für geliehenes Gut zusammen und bedeutet somit Lehen, auf dem Ziegen gehalten werden. Eine Assoziation mit dem mittelhochdeutschen Wort geissel für Geißel scheint unwahrscheinlich.

## Geschichte
Geislehen wurde erstmals urkundlich um das Jahr 1290 als Gaizlen erwähnt. 1505 wurden vier Häuser im Ort gezählt. Im Jahr 1771 fand die Vereinödung Geislehens mit sieben Teilnehmern statt.

## Baudenkmäler
Siehe: Liste der Baudenkmäler in Geislehen